# 江北大營
江北大营是清政府在长江北岸扬州建立的军事指挥机构。
咸丰三年（1853年）3月太平天国在天京（今南京）建都，清政府4月派琦善赶到扬州三汊河建立江北大营。“时扬州列钦差大臣琦善、刑部侍郎帮办军务雷以诫、闽浙總督慧成、漕运总督福济、直隶提督陈金绶及查经文等军，萃重臣于一城之下，兵勇过数万。”
1856年被太平军秦日纲部击破，钦差大臣托明阿战败革职，清政府随即任命德兴阿为钦差大臣，重新拼凑江北大营。1858年9月太平军陈玉成、李秀成等部击破德兴阿于浦口，10月再次攻克扬州，摧毁江北大营。